# Rafał Leszczyński (duchowny)
Rafał Leszczyński (ur. 1480, zm. 23 sierpnia 1527 roku) – biskup płocki od 1522 roku, biskup przemyski od 1520 roku, kasztelan lądzki w latach 1518-1520, starosta człuchowski. 

## Życiorys
Syn Kacpra, podkomorzego kaliskiego. Kształcił się w Padwie, był sekretarzem królewicza Zygmunta w czasie jego rządów w księstwie głogowsko-opawskim, starostą słuchowskim, kasztelanem, sprawował poselstwa.
Po roku 1518 przyjął święcenia kapłańskie, od 1520 biskup przemyski, od 1523 płocki. Jako biskup płocki na zjeździe w Warszawie w 1525 r. wymógł na księciu Januszu wydanie  dekretu, który pod groźbą konfiskaty majątku zakazywał innowiercom przebywania na Mazowszu.
Był sygnatariuszem aktu traktatu krakowskiego w 1525 roku. 
Pochowany w kolegiacie Zwiastowania NMP i Św. Mateusza w Pułtusku.